# Сьцинава (станция)
Сьцинава (пол. Ścinawa) — пассажирская и грузовая железнодорожная станция в городе Сьцинава, в Нижнесилезском воеводстве Польши. Имеет 2 платформы и 4 пути.
Станция построена на железнодорожной линии Вроцлав-Главный — Щецин-Главный в 1874 году, когда город Сьцинава (нем. Steinau an der Oder, Штайнау-ан-дер-Одер) был в составе Германской империи.